# کریستی آمبروسی
کریستی آمبروسی (انگلیسی: Christie Ambrosi؛ زادهٔ ۲۱ دسامبر ۱۹۶۷) بازیکن سافت‌بال اهل ایالات متحده آمریکا بود.
وی در مسابقات کشوری و بین‌المللی در مجموع برندهٔ ۱ مدال طلا شده‌است.